# Vogal anterior fechada não arredondada
A vogal anterior fechada não arredondada é um tipo de som vocálico usado em algumas línguas, o símbolo usado no Alfabeto Fonético Internacional para representar este som é ⟨i⟩. É representada no X-SAMPA também como ⟨i⟩.
É a vogal portuguesa na palavra "quis".

## Características
- É uma vogal anterior porque  sua articulação se situa na parte mais à frente da boca possível sem formar uma constrição que a classificaria como consoante.
- É uma vogal fechada porque a língua é posicionada o mais perto possível do céu da boca sem criar uma constrição que a classificaria como uma consoante.
- É uma vogal não arredondada porque os lábios não são arredondados.

## Ocorrências
| Idioma      | Palavra        | AFI           | Significado | Notas                                                              |
| ----------- | -------------- | ------------- | ----------- | ------------------------------------------------------------------ |
| Africâner   | dankie         | [ˈdaŋki]]     | obrigado    |                                                                    |
| Alemão      | Ziel           | [ˈt͡siːl]      | objetivo    | Ver fonologia do alemão                                            |
| Árabe       | دين            | [d̪iːn]        | religião    | Árabe padrão.                                                      |
| Basco       | bizar          | [bis̻ar]       | barba       |                                                                    |
| Catalão     | sis            | [ˈsis]        | seis        |                                                                    |
| Coreano     | 시장 (sijang)  | [ɕiˈd͡ʑaŋ]     | mercado     |                                                                    |
| Dinamarquês | bilist         | [b̥iˈlisd]     | motorista   |                                                                    |
| Espanhol    | tipo           | [ˈt̪ipo̞]       | tipo        | Também representando com <y>.                                      |
| Esperanto   | ido            | [ˈido]        | 'filhote'   | Ver Ortografia do esperanto                                        |
| Francês     | fini           | [fini]        | terminado   | Ver fonologia do francês.                                          |
| Galês       | hir            | ['hiːr]       | longo       | Ver fonologia do galês.                                            |
| Grego       | κήπος (kípos)  | [ˈcipos]      | jardim      | Também representada por <ι>, <ει>, <οι> e <υι>.                    |
| Holandês    | biet           | [bit]         | beterraba   |                                                                    |
| Inglês      | free           | [fɹiː]        | livre       |                                                                    |
| Islandês    | líka           | [liːka]       | também      | Ver fonologia do islandês.                                         |
| Italiano    | bile           | [ˈbile]       | raiva       |                                                                    |
| Japonês     | 銀 (gin)       | [ɡʲiɴ]        | prata       |                                                                    |
| Malaio      | biru           | ['biru]       | azul        |                                                                    |
| Mandarim    | 北京 (běijīng) | [peɪ˨˩ tɕiŋ˥] | Pequim      |                                                                    |
| Norueguês   | is             | [iːs]         | gelo        |                                                                    |
| Polaco      | miś            | [ˈmʲiɕ] ]     | ursinho     |                                                                    |
| Português   | quis           | ['kis]        | quis        | Ver fonologia do português.                                        |
| Russo       | лист           | [lʲist]       | folha       | Somente no início de palavras ou depois de consoantes palatizadas. |
| Sueco       | is             | [iːs]         | gelo        | Ver fonologia do sueco.                                            |
| Tailandês   | กริช            | [krìt]        | adaga       |                                                                    |
| Tcheco      | bílý           | [ˈbiːliː]     | branco      |                                                                    |
| Toki Pona   | kiwen          | [ˈkiwen]      | 'solidez'   | Ver Toki Pona                                                      |
| Turco       | ip             | [ip]          | ameno       |                                                                    |
| Vietnamita  | ty             | [ti]          | escritório  |                                                                    |